# Independence (Missouri)

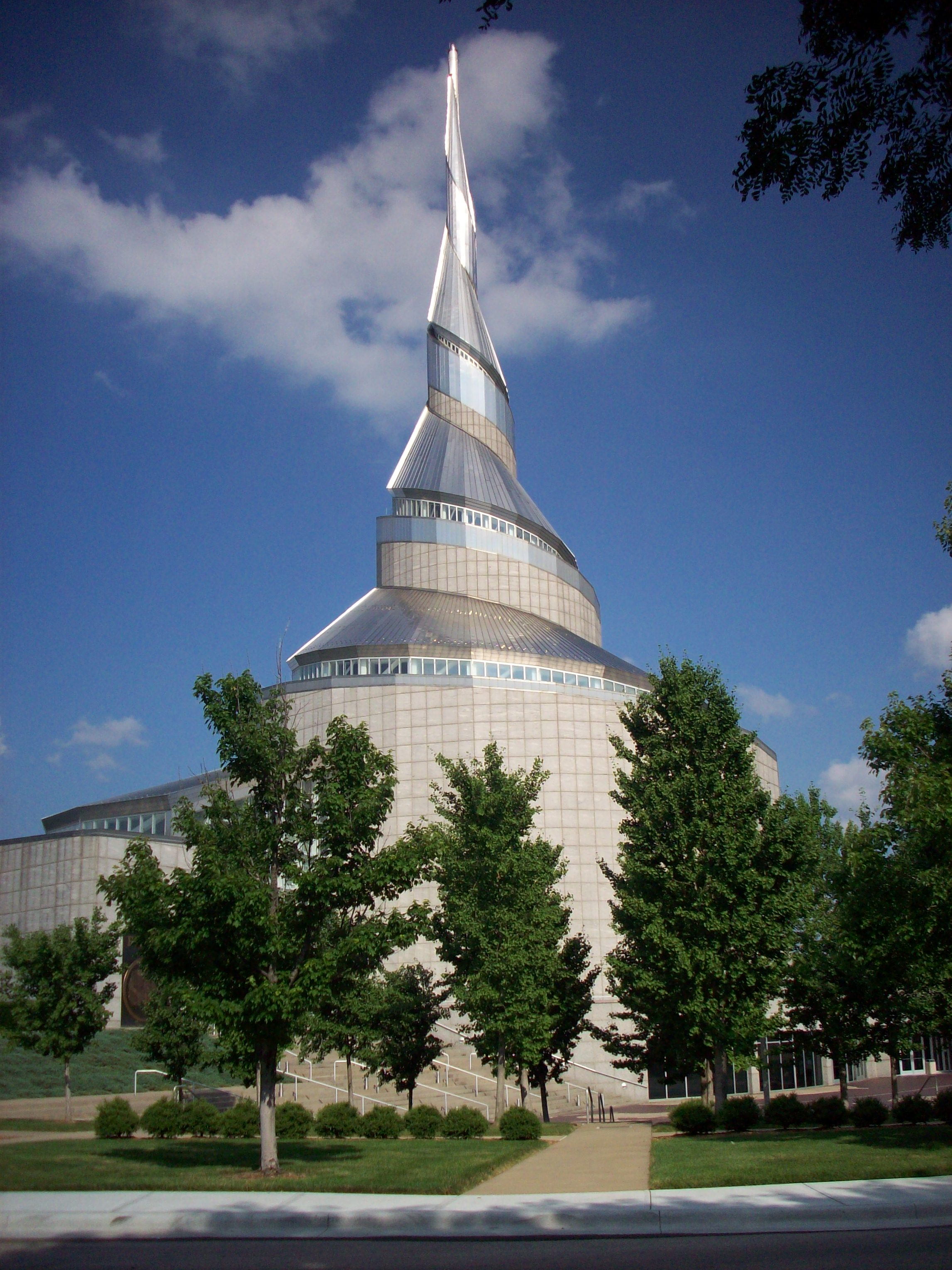
Tempel der mormonischen Gemeinschaft Christi.

Independence ist eine Stadt im Westen des US-Bundesstaates Missouri und liegt in der Metropolregion Kansas City. Das U.S. Census Bureau hat bei der Volkszählung 2020 eine Einwohnerzahl von 123.011 ermittelt. Sie ist der Sitz der Verwaltung (County Seat) des Jackson County.
Die Stadt erstreckt sich in Jackson und Clay County über eine Fläche von 203 km², die Bevölkerungsdichte beträgt somit 606 Einwohner pro km².

## Einwohnerentwicklung
| Jahr | Einwohner¹ |
| ---- | ---------- |
| 1980 | 111.797    |
| 1990 | 112.301    |
| 2000 | 113.457    |
| 2010 | 116.764    |
| 2020 | 123.011    |

¹ 1980–2020: Volkszählungsergebnisse

## Geschichte
Independence wurde am 29. März 1827 gegründet und wurde schnell eine bedeutende Stadt des Grenzlandes. Sie hatte den westlichsten schiffbaren Hafen am Missouri, der mit Dampfschiffen erreicht werden konnte.
Mitte des 19. Jahrhunderts wurde Independence als Startpunkt des Oregon Trail festgelegt.
Independence spielte eine bedeutende Rolle in der frühen Geschichte der Mormonen-Bewegung. Independence ist noch immer Hauptsitz verschiedener mormonischer Religionsgemeinschaften, insbesondere der zweitgrößten mormonischen Kirche, der Gemeinschaft Christi, deren Tempel hier steht, aber auch der Hedrickiten, der Fettingiten, der Kirche Christi mit der Elias-Botschaft und der Cutleriten.

## Söhne und Töchter der Stadt
Der in Lamar, Missouri geborene US-Präsident Harry S Truman wuchs hier auf und wurde 1922 als Verwaltungsbeamter an den örtlichen „County Court“ gewählt. Nach seiner Präsidentschaft kehrte er nach Independence zurück und begründete hier seine Präsidentenbibliothek (Harry S. Truman Presidential Library and Museum). Seine Frau Bess Truman stammte ebenfalls aus Independence.
In Independence sind folgende Personen geboren:
- Cathay Williams (1844–1893), Soldatin
- Charles S. Thomas (1897–1983), Politiker
- Ginger Rogers (1911–1995), Schauspielerin und Tänzerin
- Paul C. Nagel (1926–2011), Historiker
- William Fetter (1928–2002), Grafikdesigner
- Thomas H. Kunz (1938–2020), Biologe und Mammaloge
- Teresa Carpenter (* 1948), Schriftstellerin und Pulitzer-Preisträgerin
- Margaret Weis (* 1948), Autorin
- Arliss Howard (* 1954), Filmschauspieler, Regisseur und Produzent
- Daniel McVicar (* 1958), Schauspieler
- Jared Huffman (* 1964), Politiker
- Jim Butcher (* 1971), Autor

## Städtepartnerschaft
Independence unterhält eine Städtepartnerschaft mit Higashimurayama in Japan.